# دالمانية الذيل
دالمانية الذيل (الاسم العلمي:†Dalmaniturus) هي جنس منقرض من ثلاثيات الفصوص يتبع فوق فصيلة الأكاستينات من رتبة نظيرات عدسيات العيون.